# Noordhollands Philharmonisch Orkest

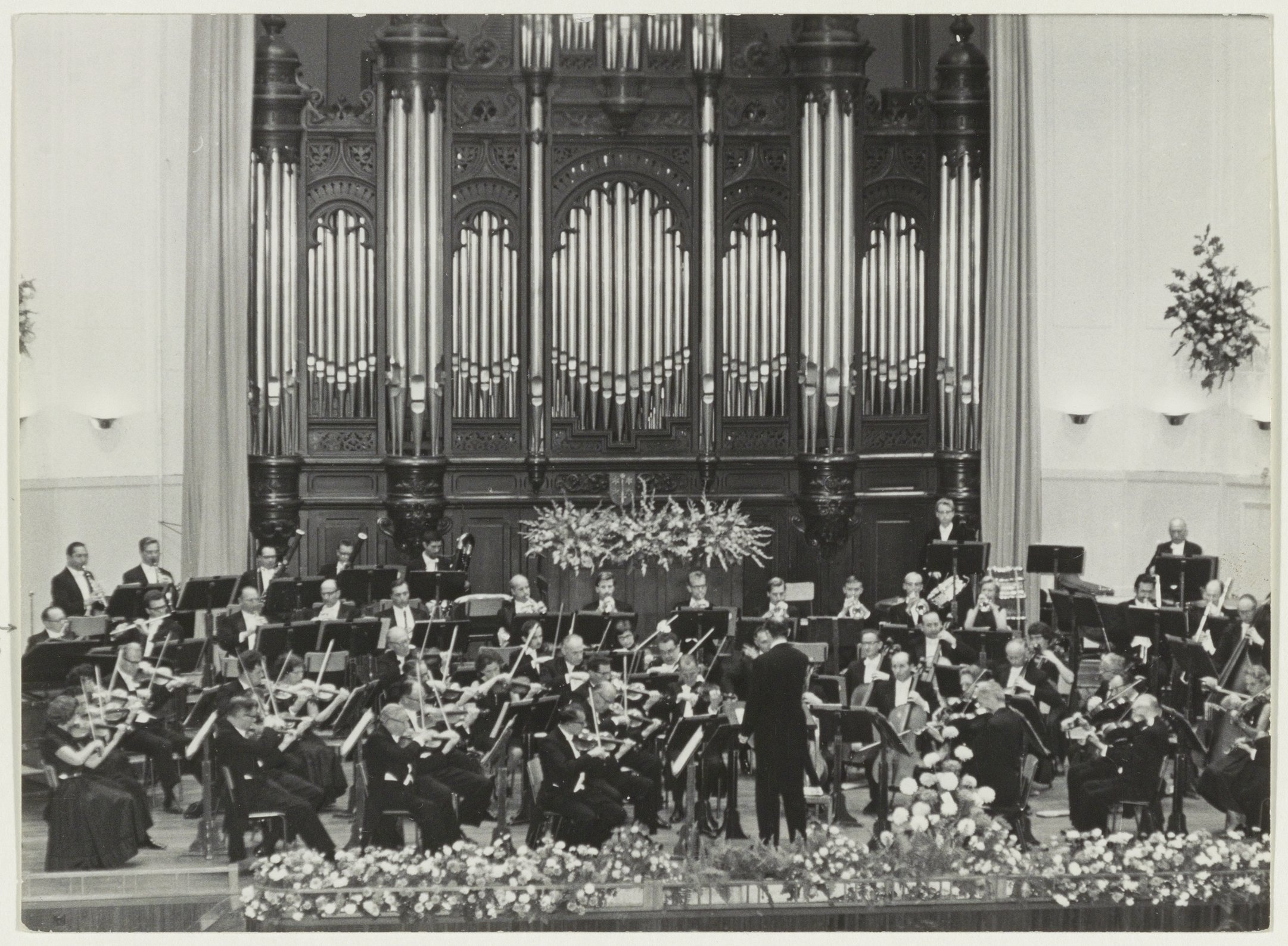
Het Noordhollands Philharmonisch Orkest met dirigent Henri Arends in 1963

Het Noordhollands Philharmonisch Orkest (NPhO), gevestigd te Haarlem van 1953 tot 2002, was een Nederlands symfonieorkest. Het was het regionale symfonieorkest voor Noord-Holland. Het is ontstaan uit de Haarlemse Orkest Vereniging (HOV), waarvan de geschiedenis teruggaat tot 1813, toen het muziekkorps van de Stedelijke Schutterij werd opgericht. De vaste thuisbasis van het NPhO en zijn voorgangers was sinds 1872 het Concertgebouw in Haarlem, tegenwoordig de Philharmonie geheten.
Lucas Vis was chef-dirigent en artistiek leider vanaf 1988. Micha Hamel was chef-dirigent van het NPhO van september 2000 tot aan de opheffing in 2002.
Per 1 januari 2002 is het orkest gefuseerd met het Nederlands Balletorkest tot het nieuwe orkest Holland Symfonia dat sinds 2014 niet meer in die vorm bestaat.

## Namen
- Stedelijke Schutterij, 1813-1864
- Stedelijk Muziekkorps, 1864-1889
- Gemeentelijk Muziekkorps, 1889-1897
- Haarlems Muziekkorps, 1897-1913
- Concertvereniging - Haarlem's Muziekkorps, 1913-1921
- Haarlemse Orkest Vereniging (HOV), 1921-1953
- Noordhollands Philharmonisch Orkest (NPhO), 1953-2002

## Vaste dirigenten
- Johan Willem Weidner, 1814-1864
- Michael Hubert Muller, 1864-1889
- Christiaan Pieter Willem Kriens, 1889-1919
- Coenraad Lodewijk Walther Boer, 1919-1920
- Nico Gerharz, 1920-1927
- Eduard van Beinum, 1927-1931
- Frits Schuurman, 1931-1938
- Toon Verhey, 1939-1942 en 1949-1957
- Marinus Adam (2e dirigent), 1939-1945 en 1947-1965
- Arend Koole, 1942-1943
- Kees Hartveld, 1945-1949
- Henri Arends, 1957-1988
- Lucas Vis, 1988-2000
- Micha Hamel, 2000-2002

Landelijk: Koninklijk Concertgebouworkest · Nederlands Philharmonisch Orkest · Nederlands Kamerorkest 

Landelijk/regionaal: Holland Symfonia · Rotterdams Philharmonisch Orkest · Residentie Orkest

Regionaal: Noord Nederlands Orkest · Orkest van het Oosten · Het Gelders Orkest · RBO Sinfonia · philharmonie zuidnederland · Het Zeeuws Orkest 

Orkesten van de Omroep: Radio Filharmonisch Orkest · Radio Kamer Filharmonie · Metropole Orkest

Opgeheven of gefuseerd: Amsterdams Philharmonisch Orkest · Frysk Orkest · Gewestelijk Orkest voor Zuid-Holland · Overijssels Philharmonisch Orkest / Forum Filharmonisch · Nederlands Balletorkest · Noordelijk Filharmonisch Orkest · Noordhollands Philharmonisch Orkest · Omroep Orkest · Radio Kamerorkest · Radio Symfonie Orkest · Utrechts Symfonie Orkest · Brabants Orkest · Limburgs Symfonie Orkest · West Nederlands Symfonie Orkest · Zuid-Hollands Orkest